# Lasiolepturges
Lasiolepturges is een kevergeslacht uit de familie van de boktorren (Cerambycidae). De wetenschappelijke naam van het geslacht werd voor het eerst geldig gepubliceerd in 1928 door Melzer.

## Soorten
Lasiolepturges is monotypisch en omvat slechts de volgende soort:
- Lasiolepturges zikani Melzer, 1928